# レース職人
『レース職人』（レースしょくにん）または『レースメーカー』（露: Кружевница, 英: The Lace Maker）は、ロシアの画家ヴァシーリー・トロピーニンが1823年に描いた絵画である。『レースを縫う女』とも。
キャンバスに油彩で描かれている。縦 75.5 センチメートル、横 59.7 センチメートルの大きさをもつ。モスクワのトレチャコフ美術館のホール13に所蔵されている。肖像画に分類される。ロマン主義に属する。

## 概要
1823年、トロピーニンは農奴の身分から解放され、モスクワで本作を製作した。同年、トロピーニンは、本作の他に “Нищий старик” および “Портрет гравера Е. О. Скотникова” の計3作品を芸術アカデミーの評議会に提出する。これにより、アカデミー会員になることが約束される。1824年、トロピーニンは別の肖像画を製作し、アカデミー会員の称号を得ている。1827年、芸術アカデミーの展示会で本作が展示される。1834年、本作が慈善家フョードル・プリャニシニコフ (ru:Прянишников, Фёдор Иванович) のコレクションの1つとなる。
1925年にトレチャコフ美術館の所蔵となる。トロピーニンは、複製画を何度か製作している。1824年に製作された複製画は、縦 76.2 センチメートル、横 61.0 センチメートルの大きさをもち、ニジニ・ノヴゴロド州立美術館 (ru:Нижегородский государственный художественный музей) に所蔵されている。1820年代に別の複製画が製作されている。この複製画は、縦 77.0 センチメートル、横 64.0 センチメートルの大きさをもち、サラトフのラジーシチェフ記念美術館 (ru:Саратовский художественный музей имени А. Н. Радищева) に所蔵されている。本作の女性は、ニコライ・カラムジンによる1792年の小説『哀れなリーザ』のヒロインとしばしば関連づけられた。

## 作品
レースを編む仕事をしている若い女性が、鑑賞者のほうに目を向けて微笑んでいる。本作は、特定の人物をモデルに描かれたものではなく、どこにでもいるような一般的な人物像が描かれている。画面上部の左右両端や下部のテーブル付近が、少し暗くなってはいるが、画面は全体的に明るい。画面手前には、裁縫箱やはさみが描かれている。女性の髪は、黒色をしており、カールしている。女性は、片方の手でピンを刺しており、もう片方の手で木製のボビンを持っている。女性は、青色のドレスを身につけており、薄紫色のスカーフを肩にかけている。彼女は、イヤリングをつけている。